# Brădești (Harghita)
Brădești é uma comuna romena localizada no distrito de Harghita, na região histórica da Transilvânia. A comuna possui uma área de 16.79 km² e sua população era de 1626 habitantes segundo o censo de 2007.